# Поренут
Поренут (лат. Porenutius) — божество балтийских славян. Согласно Саксону Грамматику, Поренут входил в число трёх главных богов, почитавшихся в Коренице, наряду с Руевитом и Поревитом.
Идол Поренута стоял на острове Рюгене в городе Кореница. Годовой солярный цикл в глазах по верованиям прибалтийских и полабских славянских племён заключался в умирании и возрождении Солнца, которое и опекал Поренут. У идола Поренута было четыре лица на голове и пятое на груди, левой рукой он касался лба, а правой — бороды. Пятое лицо символизирует возрождаемое Солнце. Солярные мифы со схожими сюжетами характерны для множества народов древности.
Другие источники объединяют его с Поревитом и придают атрибуты бога войны.
Проблема исследования языческого славянского пантеона — корпус источников. Большинство описаний осталось от христианских авторов, которые описывают борьбу с языческими культами не вдаваясь в их суть. Поренут, например, известен из деяний епископа Роскилле Абсалона, который разрушил основные святилища Рюгена.

## Интерпретации
Существует два основных способа интерпретации латинизированного теонима Porenutius. Одно из прочтений имени — Porenits. В этом случае имя этого бога буквально означает «сын Перуна» и произошло следующим образом: праславянское *Perunъ «бог грома» → древнеполабское *P'orěn (с лехитской апофонией е → 'o) → *P'orěnitjь. Праславянский суффикс *-itjь имеет патронимическую функцию, т.е. имя или фамилия, дополненные этим суффиксом, означают, что они произошли от имени отца (ср. Сварог→Сварожич), а в древнеполабском он продолжается как *-ūt, *-yt, *-ic, что, скорее всего, на латыни писалось как -utius, -ucius.
Первую часть имени бога иногда связывают с праславянским словом *pora, означавшим "толчок, сила, усилие"..По мнению Яцека Банашкевича, польского медиевиста, три божества Кореницы — не "случайная" группа, а божества, покровительствующие областям, имеющим основополагающее значение для существования общества. Он считает Ругевита главным богом, покровительствующим войне и обществу, а Поревита и Поренута — божественными близнецами, которые дополняют главное божество своими универсальными характеристиками. Банашкевич указывает, что общей чертой в именах "божественных близнецов" является первая часть имени (pora). Он указывает, что близнецы имеют противоположные черты — Поревит считается «положительным» близнецом, чьё имя надо понимать как «Владыка силы, который может справиться со всем», в то время как Поренут считается «отрицательным» близнецом, чьё имя означает «Владыка, нуждающийся в поддержке», потому что суффикс -nut, по мнению Банашкевича, правильно читается как -nud, и связывается со старопольским словом nuda, означающим нужду. Банашкевич также указывает на тот факт, что у них обоих по пять лиц, на два меньше, чем у Ругевита, причём у Поренута на голове всего четыре лица, а пятое он держит руками на груди, что, по его словам, может указывать на то, что его важность принижена по отношению к Поревиту. Может быть важным, что правая рука поддерживает пятое лицо, в то время как левая рука держит его за лоб. Анджей Шиевский также выступает за объединение первой части слов Поревит и Поренут со словом pora.